# سید حمید طهایی
سید حمید طهائی (زاده ۱۳۳۱ همدان) سیاستمدار ایرانی و استاندار استان‌های مرکزی، سمنان، استان اردبیل، قم و استان البرز بوده‌است.
طهائی معاون سیاسی استانداری همدان از سال ۱۳۵۹ تا ۱۳۶۶، مشاور وزیر کشور در سال ۱۳۸۴ و رئیس کمیسیون اجتماعی دبیرخانه شورای عالی انقلاب فرهنگی از سال ۱۳۸۴ تا ۱۳۸۹ بوده‌است.